# Laniarius ferrugineus
El bubú ferrugíneo (Laniarius ferrugineus) es una especie de ave paseriforme de la familia Malaconotidae propia del África austral. Ferrugineus en latín significa «herrumbroso» en alusión al color rufo de sus partes inferiores.

## Distribución geográfica y hábitat
La especie se encuentra en el sureste de África, principalmente el sureste de Zimbabue, este de Botsuana, Mozambique y el sur y este de Sudáfrica.  Es un habitante de los bosques densos espinosos, manglares, arbustos y jardines. En regiones secas, se lo encuentra en bosquecillos ubicados a la vera de arroyos.

## Descripción
El macho del bubú ferrugíneo mide unos 21 cm de largo, sus partes superiores son negras y van desde la cabeza hasta la cola, posee una franja blanca conspicua en las alas, y una cola negra relativamente larga con plumas exteriores blancas. Sus partes inferiores son blancas tornando a rufo en la parte inferior del vientre, zona baja de la cola y flancos. Su pico, ojos y patas son negros.

## Subespecies
Existen seis subespecies, que se distinguen por sus diferentes tamaños, colores del dorso, tamaño de la coloración rufa de sus partes inferiores, y grado de dimorfismo sexual.
- L. f. savensis da Rosa Pinto, 1963 – sur de Zimbabue y Mozambique
- L. f. transvaalensis Roberts, 1922 – sur de Botsuana hasta el norte de Sudáfrica, Suazilandia
- L. f. tongensis Roberts, 1931 – este de Sudáfrica hasta el sur de Mozambique
- L. f. natalensis Roberts, 1922 – zona interior de Sudáfrica hasta el Cabo Occidental
- L. f. pondoensis Roberts, 1922 – Pondolandia
- L. f. ferrugineus (J. F. Gmelin, 1788) – Cabo Occidental